# Lingua nukuoro
La lingua nukuoro è una lingua polinesiana parlata negli Stati Federati di Micronesia, nello stato federato di Pohnpei.

## Distribuzione geografica
Secondo l'edizione 2009 di Ethnologue, il nukuoro è parlato nelle isole di Nukuoro e Pohnpei, nelle isole Caroline, considerato come Polinesia periferica. La lingua è attestata anche negli Stati Uniti d'America. Complessivamente, si stimano 900 locutori.

## Classificazione
Secondo l'edizione 2009 di Ethnologue, la classificazione completa è la seguente:
- Lingue austronesiane
  - Lingue maleo-polinesiache
    - Lingue maleo-polinesiache centro-orientali
      - Lingue maleo-polinesiache orientali
        - Lingue oceaniche
          - Lingue oceaniche remote
            - Lingue oceaniche centrali ed orientali
              - Lingue del Pacifico centrale
                - Lingue figiane orientali-polinesiane
                  - Lingue polinesiane
                    - Lingue polinesiane nucleari
                      - Lingue samoiche
                        - Lingue elliseane
                          - Lingua nukuoro

## Sistema di scrittura
Per la scrittura viene usato l'alfabeto latino con un'ortigrafia specifica.
a e i o u b d g h k l m n ng p t s v
A differenza delle altre lingue polinesiane, l'ortografia del Nukuoro scrive le occlusive sorde [p t k] usando le corrispettive sonore ⟨b d g⟩, secondo il canone di scrittura ideato da Capo Leka nel 1920 con l'aiuto dei missionari europei a Ponape. Tale canone, inoltre, prevede che le geminate [pː tː kː] si scrivano ⟨p t k⟩. Il suono rappresentato da ⟨l⟩ corrisponde a [ɾ] (simile alla ⟨r⟩ in "mare"), e ⟨ll⟩ alla geminata [ɾː]. Il digramma ⟨ng⟩ rappresenta la nasale [ŋ], e la sua geminata [ŋː] si scrive ⟨nng⟩. Ogni altra consonante può essere geminata ed è rappresentata dalla rispettiva doppia. Come in tutte le lingue polinesiane, le cinque vocali ⟨a e i o u⟩ hanno ciascuna un'equivalente lunga [aː eː iː oː uː], ma in Nukuoro [aː] può essere realizzata anche come [æː].